# オナナイ
『オナナイ』（タガログ語: Onanay）は、フィリピンのテレビドラマ。GMAネットワークで2018年8月6日から2019年3月15日まで放送された。

## 登場人物
- マイラ・M・サモンテ - 演：マイキー・キントス
- ナタリー・モンテネグロ / ローズマリー・M・サモンテ - 演：ケイト・バルデス
- ロナリン「オナイ」マタヨグ・サモンテ - 演：ジョー・ベリー
- ヘレナ・サンチェス・モンテネグロ - 演：シェリーギル
- コーネリア「ネリア」ディマジバ・マタヨグ - 演：ノラ・オーナー